# John Coleman Moore
Pour les articles homonymes, voir John Moore et Moore.
John Coleman Moore, né à Staten Island le 27 mai 1923 et mort le 1er janvier 2016, est un mathématicien américain.
Moore a soutenu en 1952 un Ph. D. à l'université Brown, sous la direction de George W. Whitehead. Son article le plus cité est de loin celui sur les algèbres de Hopf, écrit avec John Milnor. Comme professeur à Princeton, il a dirigé plus de vingt thèses et a de nombreux « descendants académiques ».
En 1983, une conférence sur la K-théorie a eu lieu à Princeton, en l'honneur de son 60e anniversaire. En 2012, il est devenu membre de l'American Mathematical Society.

## Source
- (en) Cet article est partiellement ou en totalité issu de l’article de Wikipédia en anglais intitulé « John Coleman Moore » (voir la liste des auteurs).